# Ellin Robles
Ellin Maria Agnes (Ellin) Robles (Paramaribo, 25 april 1951 – Amsterdam, 2 november 2011) was een Surinaams-Nederlandse bestuurster, columniste en activiste.

## Levensloop
Robles werd op 25 april 1951 geboren in Paramaribo, Suriname. Ze was de dochter van Iwan Antonius Robles (1906-1962) en Jaguelina Anthoinetta Kerpens (1907-1987). Haar vader was hoofd van de fiscale recherche. Robles groeide op als jongste kind in een groot gezin, ze had zes zussen en twee broers. Robles had naar eigen zeggen een gelukkige jeugd: "Ik heb het geluk gehad geboren te zijn in een gezin dat goed was voor wie er deel van uitmaakte. Onze moeder en vader, onze grootouders en mijn zussen en broers. Een harmonieuze kleine samenleving waarin de kinderen een goed fundament hebben meegekregen. Ik denk met plezier terug aan mijn kinderjaren." Vanwege een zuurstoftekort bij haar geboorte, had ze een fysieke beperking. Ze had wat moeite met lopen en was licht spastisch. Het gezin verhuisde regelmatig. Toen Robles vijf jaar oud was verhuisde het gezin naar Paramaribo.
In 1962 waren haar ouders een lange tijd in Nederland, omdat haar vader medische zorg nodig had. Robles trok om die reden samen met een van haar zusjes in bij haar oom. Haar vader overleed in 1962 aan de gevolgen van keelkanker. Na het overlijden van haar vader werd het financieel moeilijker voor het gezin.
Tijdens haar lagere schooltijd werd Robles vanwege haar handicap behandeld alsof zij "achterlijk" was. Op de middelbare school kreeg zij de kans zichzelf verder te ontplooien. In 1970 ging Robles Staats- en Administratief Recht studeren aan de Universiteit van Suriname. Tijdens haar studietijd werd ze politiek actief bij een linkse groepering. Voor De Vrije Stem schreef zij in 1972 twee stukken waarin ze zich uitsprak tegen de aanpak van discriminatie door middel van geweld zoals dit werd gedaan bij de Amerikaanse Black Power-beweging. Tijdens haar studiejaren was Robles werkzaam voor de rechtswinkel in Paramaribo. In 1976 studeerde zij af en kreeg zij een baan als juridisch medewerkster bij het Ministerie van Binnenlandse Zaken in Suriname.

## Vertrek naar Nederland
In 1979 vertrok Robles op 28-jarige leeftijd naar Nederland. Het Surinaamse klimaat en de heersende armoede begonnen haar steeds meer tegen te staan. Naar eigen zeggen kon ze niet langer aanzien dat zesjarigen kauwgom moesten verkopen. In Amsterdam kreeg ze bij de gemeente een baan als administratief medewerker bij de Dienst Ruimtelijke Ordening.
Robles overwoog remigratie naar Suriname, omdat ze teleurgesteld was over de manier waarop Surinamers waren geïntegreerd in Nederland. In 1982 was Robles ten tijde van de Decembermoorden een langere periode in Suriname. Samen met haar familie vluchtte ze naar Albina, een plaats in de buurt van de grens met Frans-Guyana. Ze besloot in 1983 terug te keren in Amsterdam.
In Amsterdam vond ze een baan als juridisch medewerkster milieurecht. Robles bleef echter niet in Nederland, in 1983 en 1984 was Robles onderdeel van een project rond onderwijsprogramma’s voor kansarme kinderen in New York. In 1985 was Robles weer terug in Amsterdam en was ze medeoprichtster van het Gemeentelijk Allochtonen Overleg van Amsterdam. Twee jaar later, in 1987, werd Robles beleidsmedewerkster bij de dienst Personeelszaken van de Gemeente Amsterdam. Vanuit deze hoedanigheid kreeg Robles de opdracht om in 1991 de Amsterdamse Stichting 'Blijf van m’n lijf' te reorganiseren. Bij deze stichting kwam Robles opnieuw in contact met Judith Meijer. Robles en Meijer hadden tot aan de dood van Robles in 2011 een relatie.

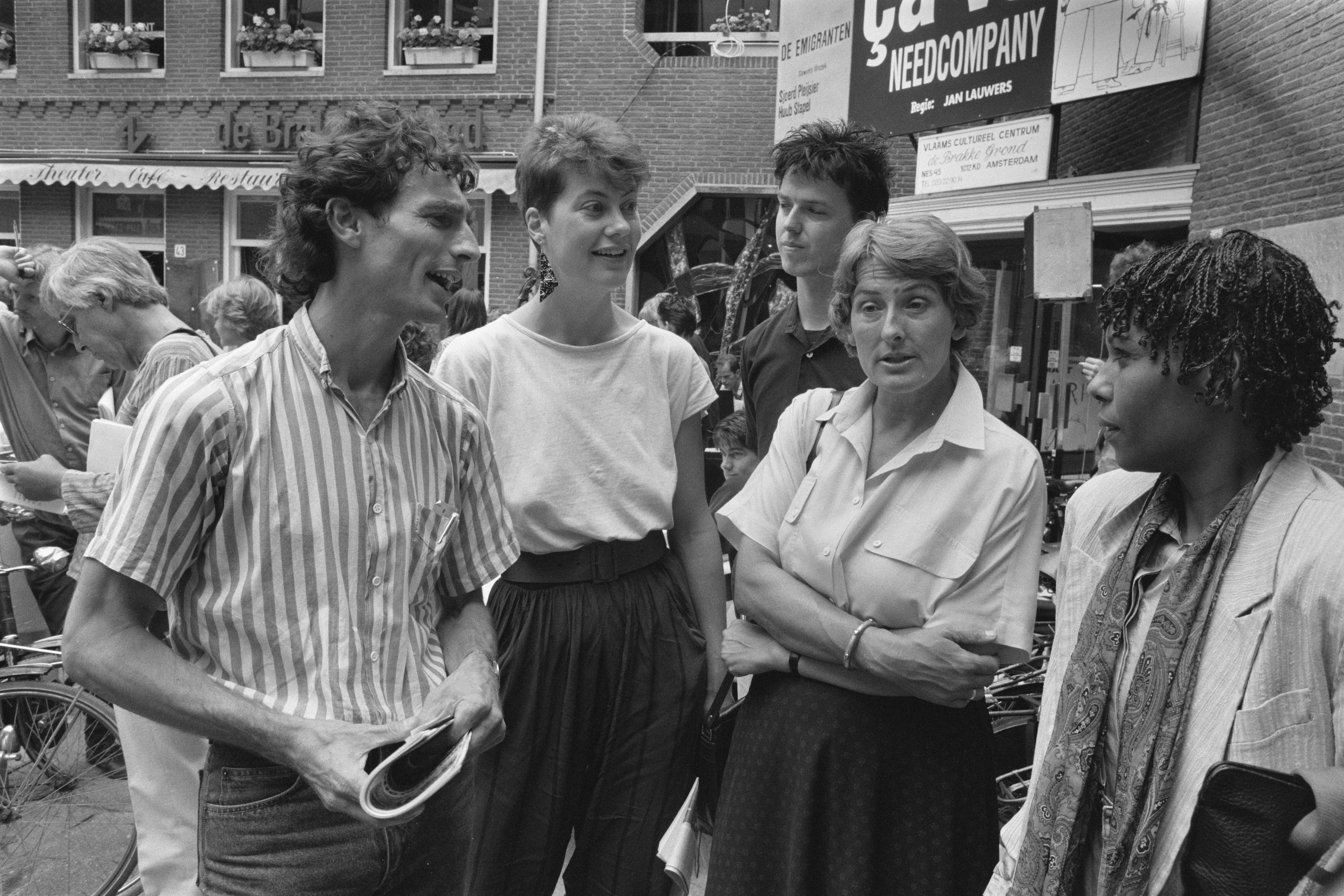
In 1989 stond Robles (rechts) op de kieslijst van Groen Links. Hier te zien samen met Paul Rosenmöller, Marijke Vos, Maarten van Poelgeest en Ria Beckers in Amsterdam.

### Carrière
Robles werd in 1992 directeur van Het Muziekpakhuis. Tussen 1994 en 1998 was ze voorzitster van Stichting Maatschappij Oude en Nieuwe Media. In 1998 werd Robles aangesteld als directeur van Hortus Botanicus in Amsterdam.
In 2002 werd Robles directeur van welzijnsorganisatie Alcides Zuid-Oost. In 2003 werd Robles daar op non-actief gezet nadat ze financiële misstanden van het bestuur aan de kaak had gesteld. Ze noemde Alcides Zuid-Oost een "parasitair systeem". Managers en medewerkers van Alcides Zuid-Oost steunden Robles en weigerden de koers te volgen van bestuursvoorzitter Albert van Wingerden, wat ervoor zorgde dat de organisatie onbestuurbaar dreigde te worden.
Robles besloot hierop een sabbatical te nemen en als columniste voor Het Parool te gaan schrijven. In deze rol kreeg Robles de vrijheid om haar kritische denkbeelden te uiten.

### Activisme
Robles was, onder meer in de Surinaamse gemeenschap, voornamelijk bekend als actievoerder. Ze zette zich tijdens haar leven in voor gelijke rechten van verschillende minderheden. Ze deed dit onder meer voor vrouwen en mensen met een migratieachtergrond. Daarnaast zette ze zich in voor homorechten. Robles bekleedde diverse bestuursfuncties. In de jaren '80 was Robles betrokken bij de grondlegging van de Zwarte, Migranten- en Vluchtelingen- Vrouwenbeweging. In 1989 en 1990 was ze voorzitster van de Stichting Flamboyant. Daarnaast was ze betrokken bij Tegen Haar Wil Amsterdam, de Landelijke Ombudsvrouw, Stichting Kinderen van de Vrede, de Muziekschool Amsterdam en Women Inc.

## Gezondheid en overlijden
Vanaf 2004 werd de gezondheid van Robles steeds zwakker. Naast een toenemende fysieke pijn leed ze ook aan depressies en angstaanvallen. Omwille hiervan wilde Robles euthanasie, maar ze kreeg bij menswaardig sterven geen gehoor. Hierop besloot Robles in 2010 om te 'versterven'. Robles schreef over dit proces in haar autobiografie Banneling. Robles overleed op 2 november 2011 in haar huis in Amsterdam. Robles werd gecremeerd en haar as werd begraven op de De Nieuwe Ooster.

## Kunst
Robles wordt afgebeeld op het werk Rebelse Trots (2015) van Patricia Kaersenhout waarin zij twaalf vrouwen van de ZMV-Vrouwenbeweging uit de jaren tachtig heeft afgebeeld. Het werk is onderdeel van de collectie van Museum Arnhem.